# Rensga Esports
Rensga Esports foi uma organização de esportes eletrônicos brasileira com sede no estado de Goiás. Fundada em maio de 2019, chegou a participar do Campeonato Brasileiro de League of Legends (CBLOL) durante 2021 e 2022.

## História
A organização foi fundada em maio de 2019, identificando-se como uma representante do estado de Goiás. Foi criada como uma equipe de League of Legends, adquirindo a vaga da Operation Kino na segunda etapa do Circuito Desafiante daquele ano, terminando a edição com 1 vitória e 14 derrotas.
Para o ano de 2020, a equipe construiu um novo elenco composto por jovens jogadores e alguns veteranos, e participaram de torneios de terceira divisão e eliminatórias do Circuito Desafiante, acabando por derrotar a Intergalaxy Tigers na série de promoção e regressando ao Circuito Desafiante. O time teve melhor desempenho do que sua participação no ano anterior, terminando em segundo lugar na temporada regular e em terceiro nas eliminatórias da segunda etapa.
Em outubro de 2020, foram anunciados como uma das dez equipes participantes no sistema de franquias do Campeonato Brasileiro de League of Legends (CBLOL), a partir de 2021. Seu melhor desempenho durante a permanência na liga foi a chegada até a final da segunda etapa de 2021, perdendo por 3 a 1 para a RED Canids Kalunga.

Após do término da temporada de 2022, a organização acabou vendendo sua vaga do CBLOL para a organização Fluxo. Assim, houve a rescisão de contrato com todos os jogadores da equipe.